# Habib Pacha Es-Saad
Habib Pacha Es-Saad (àrab: حبيب باشا السعد, Ḥabīb Bāxā as-Saʿd) (1867-1942) fou un home d'estat libanès de confessió maronita que fou primer ministre i president del Líban.

## Biografia
Va néixer sota domini otomà en època del mutasarrifat de Mont Líban. Aquesta entitat autònoma estava governada per un mutasarrif que presidia el consell administratiu però l'entrellat del poder estava en mans del vicepresident del consell administratiu, càrrec al que Habib Paixà va arribar amb el suport del patriarca maronita i també amb suport francès. Quan el general Cemal Paşa va passar a controlar Síria com a governador i cap militar (agost de 1914 a desembre de 1917) va cessar a Habib i poc després anunciava que el Mont Líban tornaria a control del govern imperial; va enviar al coronel Riza Bey a ocupar el Mont Líban el que va fer sense resistència, assolint el comandament dels destacaments libanesos amb la gendarmeria supeditada també a les seves ordres. Cemal va ordenar tenir cura del bon tractament als libanesos i que l'exèrcit havia de pagar per tot el que agafés.
L'administració de la província fou reformada (reformes que es van implementar totalment el març de 1917). La província no va estar representada al parlament otomà fins que fou nomenat governador i representant Ali Munif Bey (1915) que va demanar que la província fos representada a Istanbul per tres diputats (un maronita, un grec ortodox i un drus) i per ser elegits diputats foren proposats pel govern d'Ali Munif tres notables: Habib Pasha (maronita), Ibrahim Bey al-Suad (grec ortodox) i Amin Arslan (drus); les eleccions van tenir lloc nou mesos després (a finals de 1916) i els candidats ja van ser diferents aleshores (Rashid Rami i Amir Hares Shehab candidats maronites i Adil Arslan candidat drus), ja que entremig Habib i Arslan havien estat desterrats a l'Àsia Menor per ser considerats profrancesos (també el patriarca maronita fou desterrat a Adana). El febrer de 1917 Ali Munif Bey va ser nomenat ministre d'Afers Públics i va abandonar el Líban (el va succeir Ismail Bey) que deixava ja plenament integrat a l'estructura administrativa de l'Imperi Otomà.
Els britànics i àrabs van envair Síria i l'1 d'octubre de 1918 el consell administratiu del Mont Líban es va declarar reconstituït i Habib va ocupar aleshores la presidència fins a l'arribada dels francesos el dia 7 d'octubre.
El 8 de maig de 1922 es va establir un consell representatiu de l'estat de Gran Líban, sota la presidència d'Habib Pasha. El 23 de maig de 1926 es va promulgar la constitució libanesa, el 26 de maig es va elegir cap amb títol honorari de president i el 31 de maig es va formar el primer govern libanès sota la presidència d'Auguste Adib (Auguste Adib Paixà) que va dimitir al no aconseguir modificar la constitució per eliminar les diferències confessionals i el que va seguir el 5 de maig Bishar Khalil al-Khoury, nebot d'Habib, que era ministre del interior. Aquest va aconseguir fer abolir el Senat (octubre de 1927) i altres modificacions menors de la constitució; el gener de 1928 va reduir el gabinet a només tres membres i va començar a suprimir llocs de l'administració per reduir despeses però això li va costar el suport al parlament amb oposició de diversos grups i finalment va haver de dimitir el 10 d'agost de 1928.
Habib, que era oncle del dimitit, va intentar formar govern però després d'uns mesos amb escassos fruits polítics va acabar renunciant el 9 de maig de 1929 i després de la renuncia d'Émile Eddé, el nebot Bishar al-Khoury va tornar al govern formant un nou gabinet de tres ministres. Les diferències entre Bishar i Eddé es van accentuar en els següents mesos, ja que mentre Eddé era partidari d'un estat cristià obert a la Mediterrània i aliat a França, Bishar (com el seu oncle Habib) eren cristians de terres compartides amb els drusos, i eren més pragmàtics per compartir poder amb drusos i musulmans. El 1932 Bishar i Eddé havien de competir per la presidència (Charles Debbas arribava al terme dels seus sis anys) i quan fou evident que Bishar guanyaria, l'alt comissionat Auguste Henri Ponsot va dissoldre el Parlament impedint l'elecció i allargant el mandat de Debbas per dos anys.
Quant es va obrir de nou el parlament el 1934, Debbas va renunciar i va ser substituït interinament per un funcionari francès i antic governador, Antoine Privat-Aubouard, i el 30 de gener de 1934 Martel va nomenar president a Habib Pacha Es-Saad (profrancès acceptable per Bishar i Eddé) per un any i a Abdullah Bayhum com a secretari d'estat al front del consell de directors generals. El 1935 la seva presidència fou allargada per un altre any. Finalment el 20 de gener de 1936, quan els francesos van veure assegurada l'elecció d'Eddé van permetre l'elecció de president, que no obstant i contra el que s'esperava fou elegit per poc (per un sol vot de diferència) i va substituir a Habib. Bishar al-Khoury dirigia el partit Hizb al-Destour o Partit Constitucional, maronita i conservador profrancès però més obert als nacionalistes, mentre Eddé dirigia el Bloc Nacional o al-Kutla al-Wataniyya, cristià de diverses confessions, conservador i profrancès. Fins al 1936 tots els presidents foren cristians però els caps de govern foren maronites fins que el gener de 1937 va accedir el primer sunnita.
Habib va morir el 1942 amb 75 anys.